# Bog Walk
Bog Walk ist eine Kleinstadt im Landesinneren Jamaikas. Die Stadt befindet sich im County Middlesex im Parish Saint Catherine. Laut dem Zensus vom 4. Mai 2011 hat Bog Walk eine Einwohnerzahl von 9431 Menschen.

## Geografie und Geschichte
Bog Walk liegt in einem Talkessel der Blue Mountains, an einer großen Steilwand aus Kalkstein. Durch die Stadt verläuft der Fluss Rio Cobre, auch Copper River genannt. Nördlich grenzt in direkter Nachbarschaft die Stadt Linstead an.
Der Name der Stadt leitet sich von der sich südlich befindlichen Bog Walk Gorge, einer hohen Schlucht aus Kalkstein, ab. Ursprünglich von spanischen Seefahrern gegründet hieß der Ort zuerst Boca d'agua (spanisch für: Mündung des Wassers). Nachdem Jamaika von englischen Kolonialisten erobert wurde, bekam die Stadt ihren heutigen Namen. Die Hauptstraße des Ortes trägt ebenfalls den Namen Bog Walk und wurde 1770 gebaut. Sie ist eine der ältesten Straßen von Jamaika.

## Infrastruktur, Wirtschaft
Im Gebiet um Bog Walk werden Bananen, Ananas, Zitrusfrüchte und Zuckerrohr angebaut. Der Ort ist ein wichtiges Handelszentrum für Obst aller Art. Bog Walk ist der größte Milchproduzent der Insel.
Die Flat-Bridge, die im 18. Jahrhundert erbaut wurde, ist eine Brücke, die sich auf der heutigen Hauptstraße befindet, der wichtigste Verbindungspunkt zwischen Spanish Town und Ocho Rios. Die Brücke ohne Seitenabsperrung führt über den Rio Cobre und hat lediglich eine Fahrspur. Lange Zeit gab es kein System für die Befahrung der Brücke, so dass es regelmäßig zu Streit zwischen den Autofahrern und schweren Unfällen mit Todesfolge kam. In den 1990er Jahren wurde ein Ampelsystem installiert.
Bog Walk ist an das jamaikanische Bahnsystem angebunden. Durch die südlich der Stadt gelegene Steilwand  führt der Gibraltar Tunnel, der längste Eisenbahntunnel Jamaikas.